# أغنيس بادن باول
غنيس سميث بادن باول (بالإنجليزية: Agnes Baden-Powell) (16 ديسمبر 1858 - 2 يونيو 1945) كانت الشقيقة الصغرى لروبرت بادن باول كان معظم عملها في تأسيس حركة المرشدات كنظير الإناث لها كبار السن مع نظيرها الحركة الكشفية التي أسسها أخاها بادن باول.

## عن حياتها
ولدت في بادينغتون، لندن.

## روابط خارجية
- مؤلفات Agnes Baden-Powell في مشروع غوتنبرغ
- أعمال أو نبذة عن أغنيس بادن باول على أرشيف الإنترنت